# Zalmokses
Zalmokses (Zalmoxes) – dinozaur z rodziny rabdodonów (Rhabdodontidae).
Żył w okresie późnej kredy (ok. 71-65 mln lat temu) na terenach współczesnej Europy. Długość ciała ok. 9 m, wysokość ok. 4 m, ciężar ok. 4 t. Jego szczątki znaleziono w Rumunii.

## Gatunki
- Zalmoxes robustus (Nopcsa, 1899)
- Zalmoxes shqiperorum (Weishampel i in., 2003)

Pierwotnie opisany został jako Mochlodon.